# Moatassem Kadhafi
Pour les articles homonymes, voir Kadhafi (homonymie).
Moatassem Kadhafi, (arabe: مُعْتَصِمٌ بِٱللهِ ٱلْقَذَّافِيّ Muꜥtaṣīmun Billahi 'l-Qaḏāfiyy) également orthographié Muatassim Kadhafi ou Mouatassim Kadhafi, né le 18 décembre 1974 et mort le 20 octobre 2011, est un militaire et homme politique libyen. Quatrième fils du colonel Kadhafi, il a occupé divers postes au sein de la hiérarchie militaire du régime de son père, et a fait un temps figure de possible successeur de ce dernier.

## Biographie

### Carrière militaire et politique
Moatassem Kadhafi a commencé des études de médecine, dont il a gardé le surnom de « docteur » puis s'est orienté vers la carrière militaire, devenant colonel des Forces armées libyennes. En 2001, il donne l'ordre à des chars de manœuvrer autour de la résidence de son père, la caserne Bab al-Azizia : on ignore à ce jour si cet incident a été causé par un abus d'alcool de la part de Moatassem Kadhafi, ou s'il s'agissait d'une tentative de putsch contre son père. Il est envoyé en exil en Égypte, puis en Russie, où il étudie dans une académie militaire. En 2006, il est rappelé à Tripoli, son père ayant créé pour lui le poste de président du conseil de sécurité nationale de la Jamahiriya arabe libyenne. 
En 2008, il reçoit de son père un chèque de 2,8 milliards de dollars, qui lui sert notamment à créer sa propre brigade au sein de l'armée libyenne, à l'image de ses frères Saadi et Khamis. Les fonctions de Moatassem Kadhafi au Conseil de sécurité nationale lui permettent d'intervenir dans des domaines de politique militaire, sécuritaire et internationale. Il est considéré comme proche des Comités révolutionnaires, une sorte de milice persécutant les opposants au regime, et de cadres liés aux services de renseignement, comme Abdallah Senoussi et Moussa Koussa. En avril 2009, il est reçu par la secrétaire d'État Hillary Clinton à Washington. Écarté de la présidence du Conseil de sécurité, il y revient en tant que conseiller et continue de jouer un rôle diplomatique, se chargeant notamment de recevoir les responsables américains lors de leurs visites à Tripoli.
Un télégramme diplomatique américain, diffusé par Wikileaks, le décrit comme un homme « peu curieux intellectuellement », auquel ses conseillers auraient du mal à faire lire « des mémos simples sur les affaires courantes ».
Lui et son frère Saïf al-Islam ont été alternativement considérés comme de possibles successeurs de leur père Mouammar Kadhafi, différentes informations évoquant une rivalité entre les deux dauphins potentiels. Mouammar Kadhafi semble avoir joué un rôle de balancier, favorisant alternativement l'un ou l'autre frère.

### Guerre civile libyenne de 2011
Durant la guerre civile libyenne de 2011, Moatassem Kadhafi ne fait aucune apparition publique, au contraire de Saïf al-Islam, très présent sur les médias. Actif sur le terrain des opérations militaires, il dirige des troupes gouvernementales durant les combats contre les forces du Conseil national de transition. Il est ensuite chargé notamment d'organiser la résistance autour de Brega, puis à l'intérieur de Syrte. Sa mort ou sa capture sont annoncées plusieurs fois durant le conflit. 
Durant les combats autour de Syrte, des rumeurs contradictoires circulent sur son compte, l'une affirmant qu’il se serait enfui par bateau le 2 octobre. Le 12 octobre, sa capture est annoncée par des responsables du CNT, puis démentie quelques heures plus tard, alors que les combats continuent à Syrte. 
Le 20 octobre 2011, un commandant militaire du CNT annonce que ses hommes ont retrouvé le cadavre de Moatassem Kadhafi, ainsi que celui du ministre de la Défense Abou Bakr Younès Jaber, ; selon certaines informations, Moatassem Kadhafi aurait été capturé vivant avant d'être tué. D'après un rapport de Human Rights Watch, il aurait été capturé, blessé, dans le convoi de l'ex-dictateur, puis transporté à Misrata où il aurait été exécuté. Son corps est exposé le lendemain dans une chambre froide d'un marché de Misrata, avec celui de son père Mouammar Kadhafi, également tué. Le 25 octobre, il est inhumé avec son père dans le désert libyen, dans un lieu tenu secret.

## Vie privée
La rivalité entre les frères semble s'être étendue à leur vie privée, Moatassem faisant assaut de fêtes luxueuses pour rivaliser avec les réceptions organisées par Saïf al-Islam. Il a compté dans son entourage les ex-mannequins Vanessa Hessler, avec laquelle il a eu une liaison entre 2007 et 2011, et qui est ensuite restée proche de lui, et Talitha Van Zon. Cette dernière, arrêtée lors de la prise de Tripoli, a été par la suite accusée de gérer un réseau de trafic d'êtres humains pour le compte de Moatassem, accusations qu'elle a réfutées.